# Obwodnica autostradowa Mińska Mazowieckiego

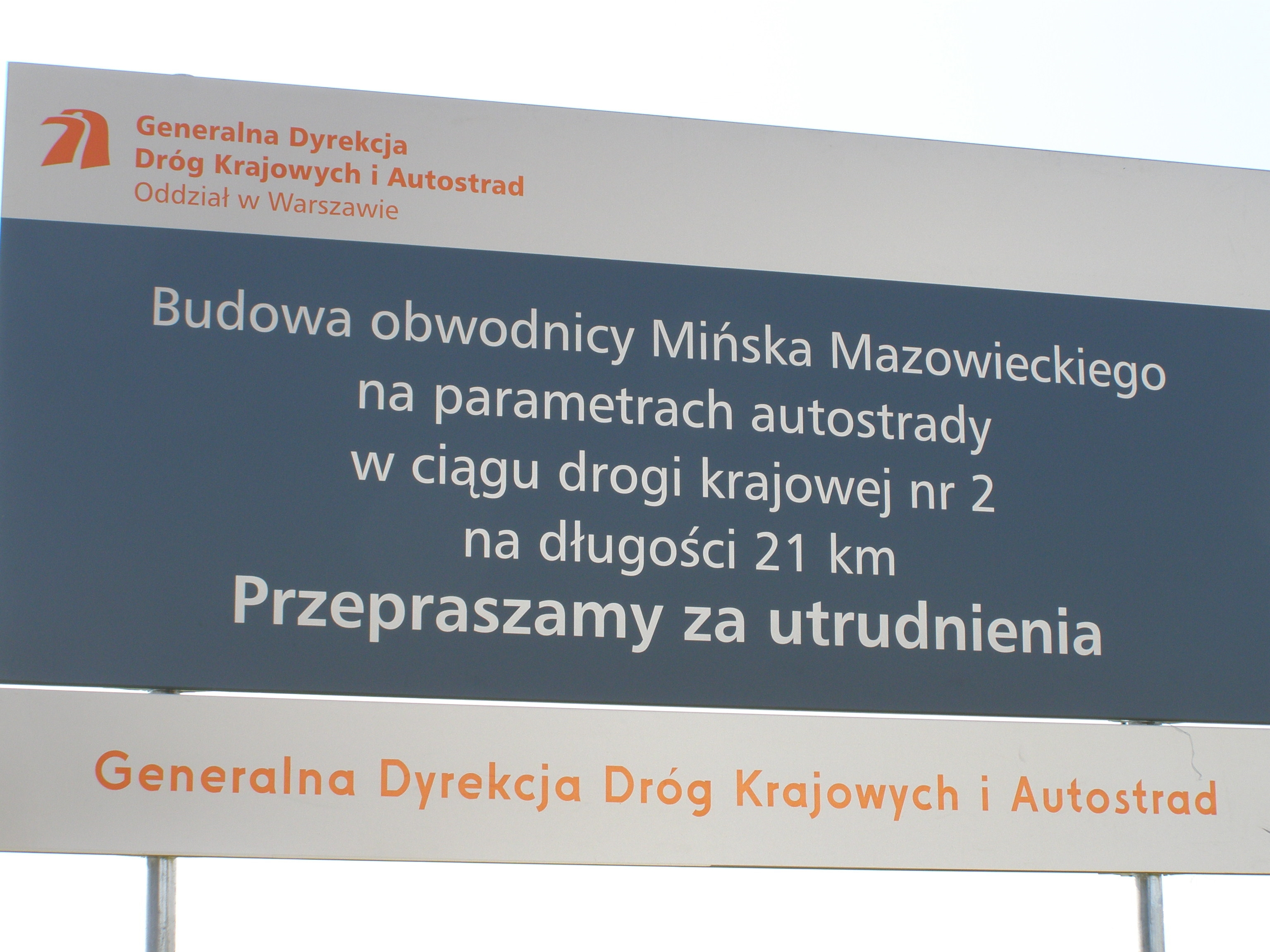
Tablica informująca o budowie obwodnicy

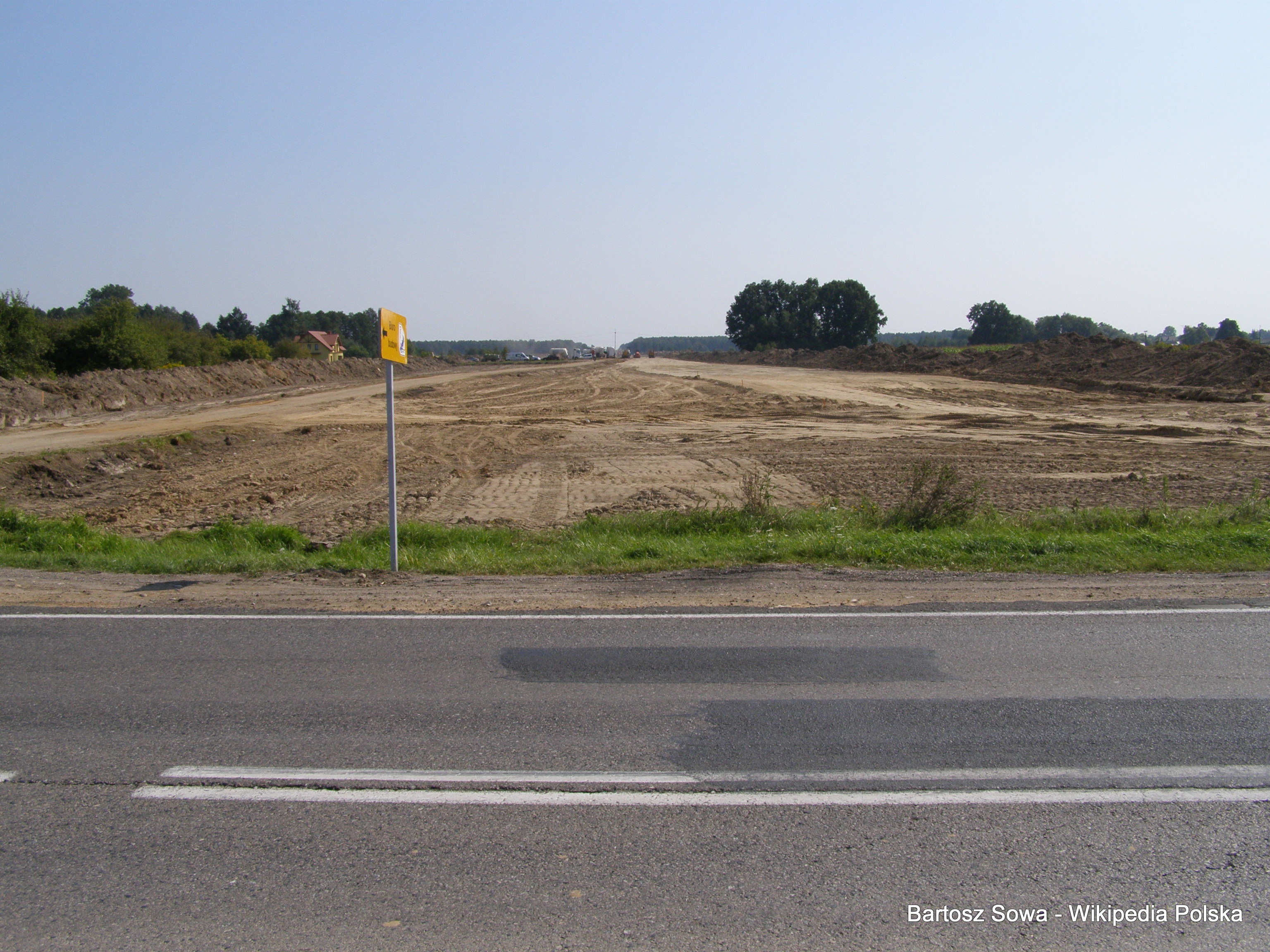
Widok na budowaną obwodnicę z drogi krajowej nr 50 (2008)

Obwodnica (autostradowa) Mińska Mazowieckiego – droga na terenie powiatu mińskiego w Polsce. Składa się z odcinka autostrady A2 (E30) od węzła Mińsk Mazowiecki do węzła Kałuszyn. W Ryczołku (okolice Kałuszyna) autostrada ponownie przechodzi w drogę krajową nr 2.
14 sierpnia 2020 roku oddano do użytku przedłużenie obwodnicy w kierunku Warszawy, likwidując tymczasowy łącznik z drogami nr 2 i nr 92 w Choszczówce Stojeckiej.
Celem budowy obwodnicy Mińska Mazowieckiego była jak najszybsza realizacja trasy przenoszącej ruch tranzytowy (w tym przede wszystkim ruch pojazdów ciężkich) poza centrum miasta.

## Budowa
Oficjalne rozpoczęcie budowy nastąpiło 24 sierpnia 2009 roku chociaż do tego czasu wykonano już pierwsze roboty ziemne oraz wycinkę drzew. W dniu 29 sierpnia 2012 oficjalnie została oddana do użytku.

### Dane statystyczne
- Koszt budowy: 567 400 000 PLN[4]
- Wartość całkowita projektu: 761 657 930,62 PLN[4]
- Kwota dofinansowania przez UE ze środków Funduszu Spójności: 450 307 843,41 PLN[4]
- Wykonawca robót:
  - Konsorcjum: Przedsiębiorstwo Budowy Dróg i Mostów Sp. z o.o. Mińsk Mazowiecki (lider) / ASTALDI Sp.A. Włochy / Przedsiębiorstwo Robót Drogowych „Regionalne Drogi Podlaskie” Sp. z o.o. Siedlce / Przedsiębiorstwo Budownictwa Lądowego „MAZOWIECKIE MOSTY” Sp. z o.o. / Warszawskie Przedsiębiorstwo Mostowe „MOSTY” S.A.[4]

## Parametry techniczne
- klasa drogi – autostrada „A”
- prędkość projektowa – 120 km/h
- kategoria ruchu – KR 6
- obciążenie -115 kN/oś
- szerokość pasa ruchu – 3,75 m
- liczba pasów ruchu – 3x3,75 m
- szerokość pasa awaryjnego – 3,0 m
- szerokość pobocza gruntowego – zmienna od 1,25 do 3,70 m[5]

## Węzły
- Mińsk Mazowiecki (dawniej Arynów)
- Janów (dawniej Lotnisko)
- Kałuszyn (dawniej Ryczołek)[5]

## Miejsca Obsługi Podróżnych
- MOP kat. I Moczydła - zlokalizowany po stronie północnej obwodnicy
- MOP kat. I Jędrzejów - zlokalizowany po stronie południowej[5]

## Obiekty inżynierskie
- 5 wiaduktów w ciągu obwodnicy
- 9 wiaduktów w ciągu dróg gminnych i powiatowych
- 2 przejazdy gospodarcze w ciągu dróg gminnych
- 1 most na rzece Mieni
- 1 kładka dla pieszych zlokalizowana pomiędzy MOP-em typu II i III
- 1 przejście gospodarcze dla zwierząt hodowlanych[5]